# Жук, Максим Сергеевич
Максим Сергеевич Жук (род. 8 сентября 1976 года, Краснодар, РСФСР, СССР) — российский государственный деятель и юрист. Прокурор Москвы с 28 ноября 2024 года. В 2022—2024 годах — прокурор Севастополя, с января по ноябрь 2024 года — прокурор Тверской области. Доктор юридических наук, государственный советник юстиции 2 класса.

## Биография
Родился 8 сентября 1976 года в Краснодаре. В 1998 году с отличием окончил юридический факультет Кубанского государственного университета.
В органах прокуратуры с мая 1998 года, карьеру начал в качестве следователя прокуратуры Адлерского района города Сочи. В 1999—2001 годах занимал должности старшего следователя, прокурора-криминалиста отдела по расследованию умышленных убийств и бандитизма следственного управления прокуратуры Краснодарского края. В 2001—2003 годах — заместитель Краснодарского транспортного прокурора. В 2003 году защитил диссертацию на соискание учёной степени кандидата юридических наук.
В 2003 году назначен на должность Кавказского транспортного прокурора Краснодарского края, в 2006 году — прокурора Калининского района Краснодарского края, в 2007 — прокурора Центрального административного округа Краснодара. В 2013 году защитил диссертацию на соискание учёной степени доктора юридических наук.
С 2014 года по 2019 год — Тихорецкий межрайонный прокурор Краснодарского края, в 2019—2020 годах — прокурор Северского района Краснодарского края. В 2020 году занял должность первого заместителя прокурора Калининградской области (2020—2022).
17 февраля 2022 года назначен на должность прокурора города Севастополя, 30 января 2024 года — на должность прокурора Тверской области. 28 ноября 2024 года занял пост прокурора Москвы.

## Награды
Удостоен ряда государственных и ведомственных наград:
- медаль ордена «За заслуги перед Отечеством» II степени[2];
- юбилейная медаль «300 лет прокуратуре России»[2];
- медаль прокуратуры Российской Федерации «290 лет прокуратуре России»[2];
- нагрудный знак «Почётный работник прокуратуры Российской Федерации»[2];
- боевое короткоствольное ручное стрелковое оружие[2].